# 함평천지휴게소
함평천지휴게소(咸平天地休憩所, Hampyeong Cheonji Service Area)는 전라남도 함평군 함평읍에 위치한 서해안고속도로의 고속도로 휴게소이다. 양방향 모두 휴게소가 존재한다. 목포 방향의 경우 서해안고속도로의 마지막 휴게소이고, 서울 방향의 경우 서해안고속도로의 첫 고속도로 휴게소이다.

## 시설
- 주차장
- 화장실
- 식당
- 브랜드매장 : 로띠번(목포방향), 엔젤리너스, 탐앤탐스, CU
- 매점
- 약국
- 주유소 : EX-OIL, E1 LPG충전소 (서울방향)
- 전기차충전소
- 수소충전소(목포방향)
- 현금 자동 입출금기

## 전후
서울 방향
- 함평 나들목→함평천지휴게소→영광 나들목
- 고속도로 시점→함평천지휴게소→고창고인돌휴게소

목포 방향
- 함평 분기점←함평천지휴게소←함평 나들목
- 고속도로 시점←함평천지휴게소←고창고인돌휴게소